# セミイルカ属
セミイルカ属（背美海豚属、Right Whale dolphin、Lissodelphis）は、クジラ目ハクジラ亜目マイルカ科に属する属の一つ。セミイルカ属のイルカは、体色は白と黒で、背びれがないという特徴があり、クジラ目の中で最も識別が容易な種類の一つである。
名称の由来は、本属と同じく背びれがない黒い体を持つセミクジラ属（Right Whale）に由来する。

## 分類
セミイルカ属はセミイルカ（背美海豚、Lissodelphis borealis）とシロハラセミイルカ（白腹背美海豚、Lissodelphis peronii）の2種で構成される。セミイルカは1848年にPealeにより、シロハラセミイルカは1804年にde La Cépèdeにより、それぞれ新種として報告された。古くから知られているにもかかわらず、詳しいことはあまりわかっていない。
セミイルカ属 Lissodelphis
- セミイルカ Northern Right Whale Dolphin, Lissodelphis borealis
- シロハラセミイルカ Southern Right Whale Dolphin, Lissodelphis peronii

## 形態

セミイルカとヒトとの比較
シロハラセミイルカとヒトとの比較

セミイルカとシロハラセミイルカは共に身体は細長く、小さな尖った胸びれと、小さな尾びれを持つ。
両種とも背びれはない。セミイルカは北太平洋で唯一背びれを持たないイルカである。また、シロハラセミイルカは南半球で唯一背びれを持たないイルカである。これらの2種は生息域の違いだけではなく、身体の白い部分の模様の違いで容易に識別できる。両種とも腹部が白いが、特にシロハラセミイルカは、口吻、額、胸びれ、横腹を含む広い範囲が白い。和名のシロハラ（白腹）はこの特徴に由来する。
セミイルカの成体の体長は、大型の個体は雄が約310cm、雌が約230cm、体重は115kgである。生まれた直後の体長は成体の約半分である。雌雄とも10歳程度で性成熟する。シロハラセミイルカはセミイルカよりも若干大きく、体長は雄雌共に300cm、体重は116kgに達する。
寿命は42年程度である。

## 生息域

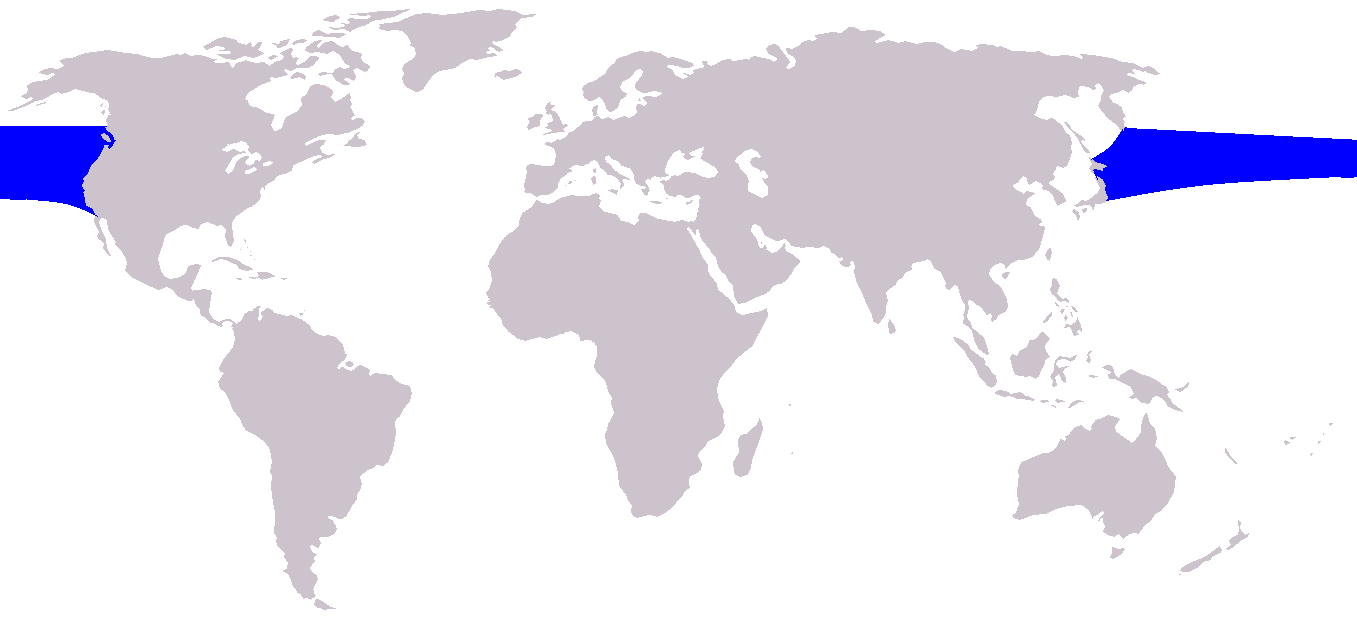
セミイルカの生息域
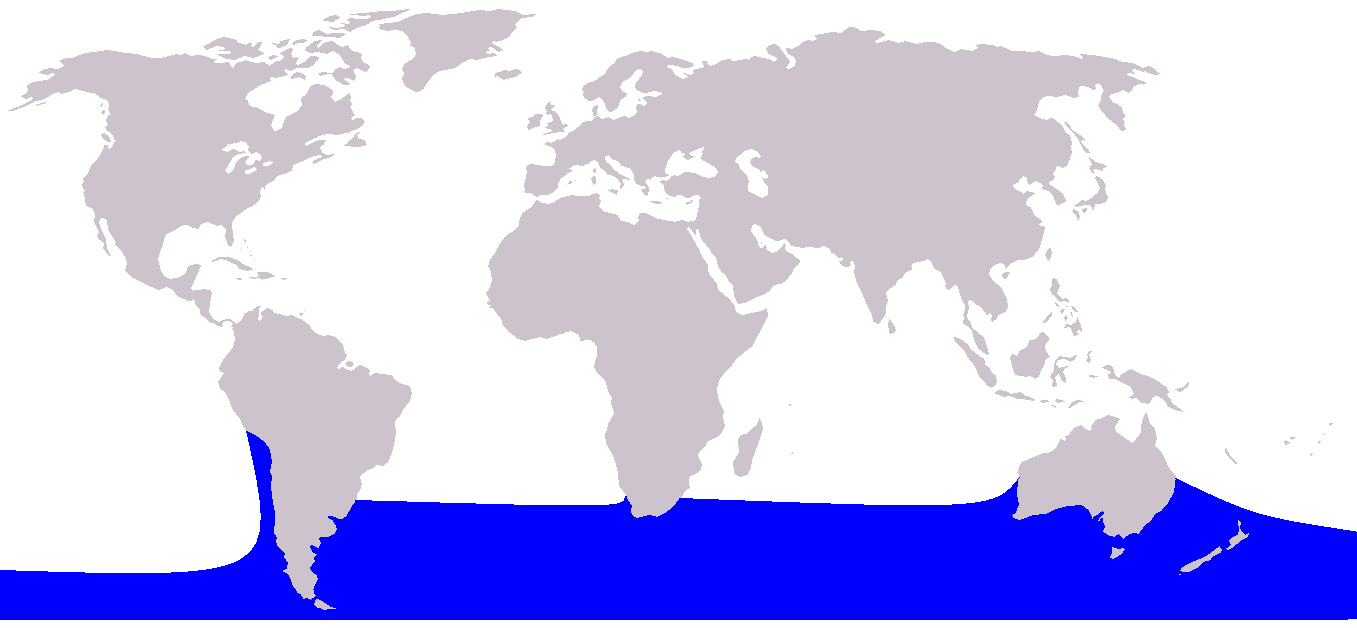
シロハラセミイルカの生息域

セミイルカは北太平洋の東西に延びた帯状の温暖な海域に棲息する。生息域の西側はカムチャツカ半島や日本の本州、東側はアメリカのブリティッシュコロンビア州からバハ・カリフォルニア半島にかけての海域である。
回遊するかどうかは、はっきりとはわかっていない。しかし、冬から春の間は餌となるイカを追ってカリフォルニア州の海岸近くで見られるが、夏の間は目撃されることはないなど、回遊している可能性も指摘されている。
セミイルカは遠洋性のイルカであるともいわれるが、深海が陸地付近にまで接近している海域では沿岸にも見られる。
全生息数は不明である。北アメリカ近海における生息数の見積りは約14,000頭である。
シロハラセミイルカは南半球の南緯40度から南緯55度の範囲の海域に棲息する。特にタスマン海（オーストラリアとニュージーランドの間の海）で多く見られる。
なお、例外的にシロハラセミイルカの可能性のある個体がセミイルカと共に日本列島の沖で捕獲されたことがある。

## 行動

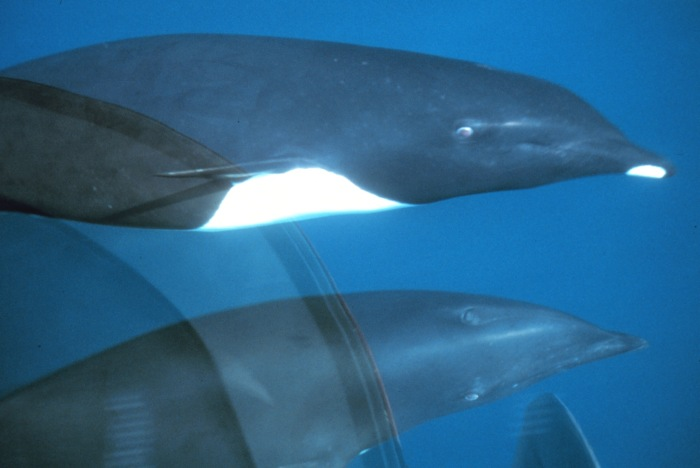
セミイルカ

両種とも非常に社会的に行動する。数百頭、時には1000頭から3000頭もの群を成して行動する。セミイルカはカマイルカやマイルカやハンドウイルカ等と、シロハラセミイルカはハラジロカマイルカやダンダラカマイルカやゴンドウクジラ等と混泳することもある。
40km/h以上の非常に速い速度で泳ぐことが可能である。速く泳ぐ時には、水面上を8mも跳ぶこともある。
ブリーチング（英語版）や尾びれで水を叩くなど活発な面を見せることもあれば、音をほとんどたてず非常に静かにすることもある。
通常は人間の乗る船には近づこうとはしないが、船首波に乗ることも時々ある。
セミイルカの座礁は記録されていない。シロハラセミイルカについては、ニュージーランド特別領、チャタム島において77頭の座礁が記録されている。
セミイルカの食性に関しては、日本や台湾から得られた標本の胃内容物が得られ、ある程度判明している。日本近海から得られた標本を検証した結果、魚類はギンザケイワシ、ヨコエソ科、ハダカイワシ科の耳石が発見された。またホタルイカモドキ科の顎板も多数得られた。また台湾で混獲された標本からは、ハダカイワシ科、ソコイワシ科、カブトウオ科、ツメイカ、カリフォルニアホタルイカが発見されている。
ハンドウイルカやハラジロカマイルカ等との間に雑種が生まれることもある。

## 保護
両種とも捕鯨の対象ではなく、現状では絶滅のおそれはない。しかし、1980年代においては、数万頭のセミイルカが刺し網による混獲の犠牲になっている。1993年、国連によって、公海における刺し網漁は禁止された。イルカ保護運動家はこの禁止措置が継続されるように行動している。
セミイルカの展示飼育が水族館において試みられたことがあるが、多くの場合には3週間以内に死因不明で死亡している。しかし例外的に、15ヶ月間の展示飼育に成功した例がある。シロハラセミイルカに関しては、展示飼育が試みられたことはない。
外洋性であることが目立つため、ホエールウォッチングの対象になっている地域は少ないが、北米の沿岸の一部では頻繁に観察することが可能であり、銚子市やカイコウラなど、その他の海域における観察ツアーの最中に目撃される事もある。